# Solomon Mikhlin
Solomon Mikhlin (rus: Соломон Григорьевич Михлин)  (Cholmieč, 23 d'abril de 1908 - Sant Petersburg, 29 d'agost de 1990), a vegades transliterat Mihlin, va ser un matemàtic soviètic.
Mikhlin va néixer en un poble de la província de Hòmiel, a l'est de l'actual Belarús a la ribera del Dnièper fill d'una família jueva humil. El 1925, en acabar els estudis secundaris, va ingressar a l'Institut Pedagògic Estatal de Leningrad on va coincidir amb Vera Faddéieva i, amb ella, va passar a la universitat Estatal de Sant Petersburg en la qua es va graduar el 1929. L'any següent va iniciar la seva carrera docent i el 1932 va ocupar una plaça a l'Institut Sismològic de l'Acadèmia de Ciències de la Unió Soviètica. Durant la Segona Guerra Mundial, entre 1941 i 1944, va ser professor de la universitat Kazakh a Alma-Ata (actual Kazakhstan). El 1944 va retornar a Sant Petersburg on va ser professor de la seva universitat fins que es va retirar el 1986. Va morir a Sant Petersburg el 1990.
Mikhlin va ser un especialista destacat en el camp de les equacions integrals. La seva contribució al desenvolupament d'equacions integrals singulars multidimensionals és especialment important. El 1936 va introduir la noció de símbol per a un operador integral singular. És considerat com un dels fundadors de l'escola moderna d'anàlisi numèrica. Va publicar una dotzena de llibres i més d'un centenar d'articles científics. Tot i que no va ser víctima directa de represàlies, és possible que la seva carrera acadèmica fos frenada per les autoritats durant la época de l'antisemitisme estalinista. Aquest fet el va fer exclamar en una ocasió: Ells tenen el poder però nosaltres tenim els teoremes. En ells rau la nostra força.